# Centrarchidae
Famille
Répartition géographique
Les Centrarchidae sont une famille nord-américaine de poissons téléostéens, que l'on peut notamment trouver dans les étangs créés par le castor (Castor canadensis).

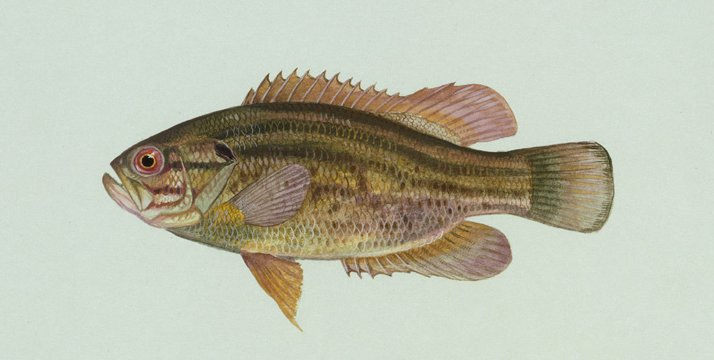
Acantharchus pomotis

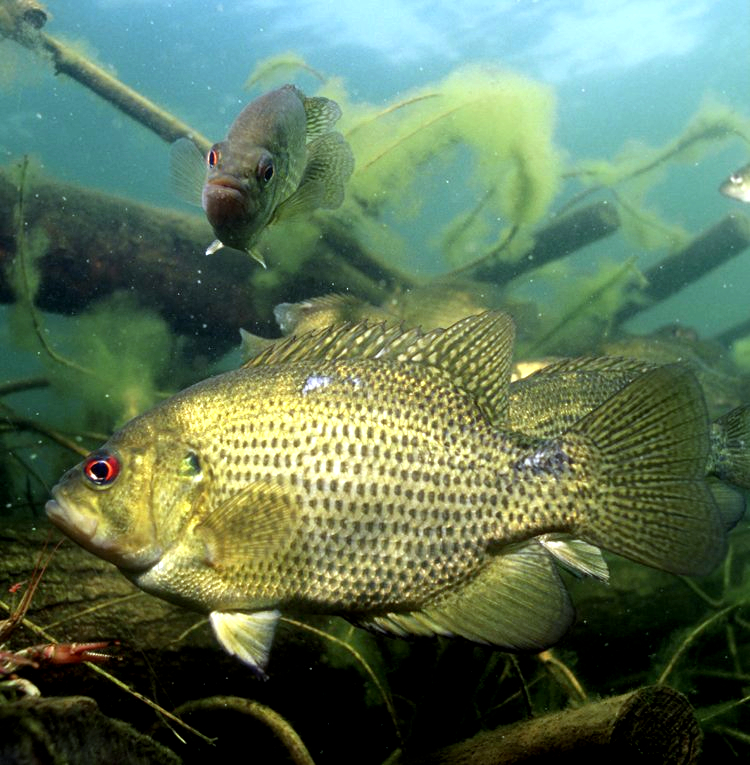
Ambloplites rupestris

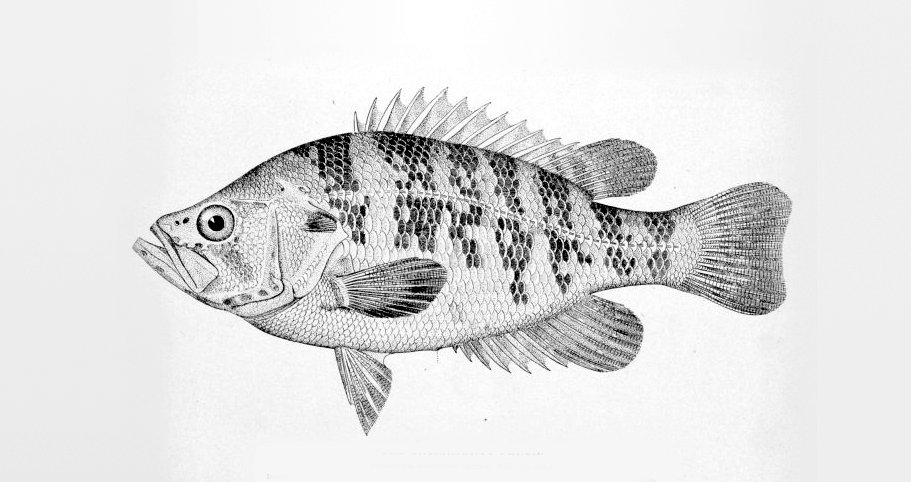
Archoplites interruptus

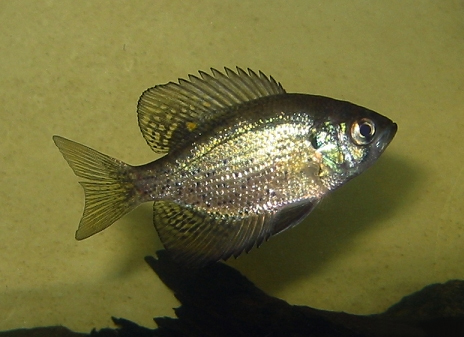
Centrarchus macropterus

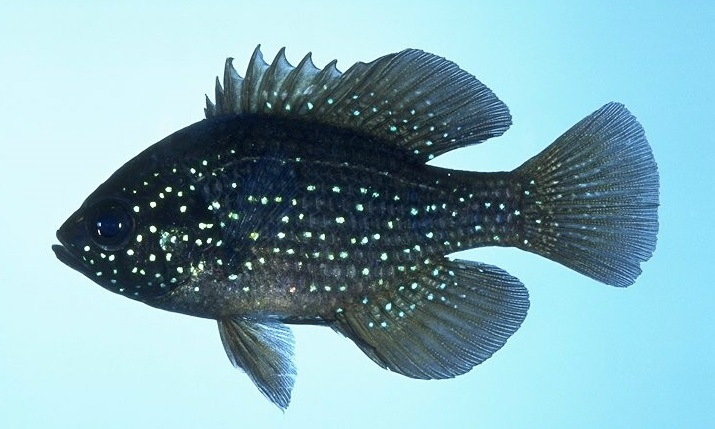
Enneacanthus gloriosus

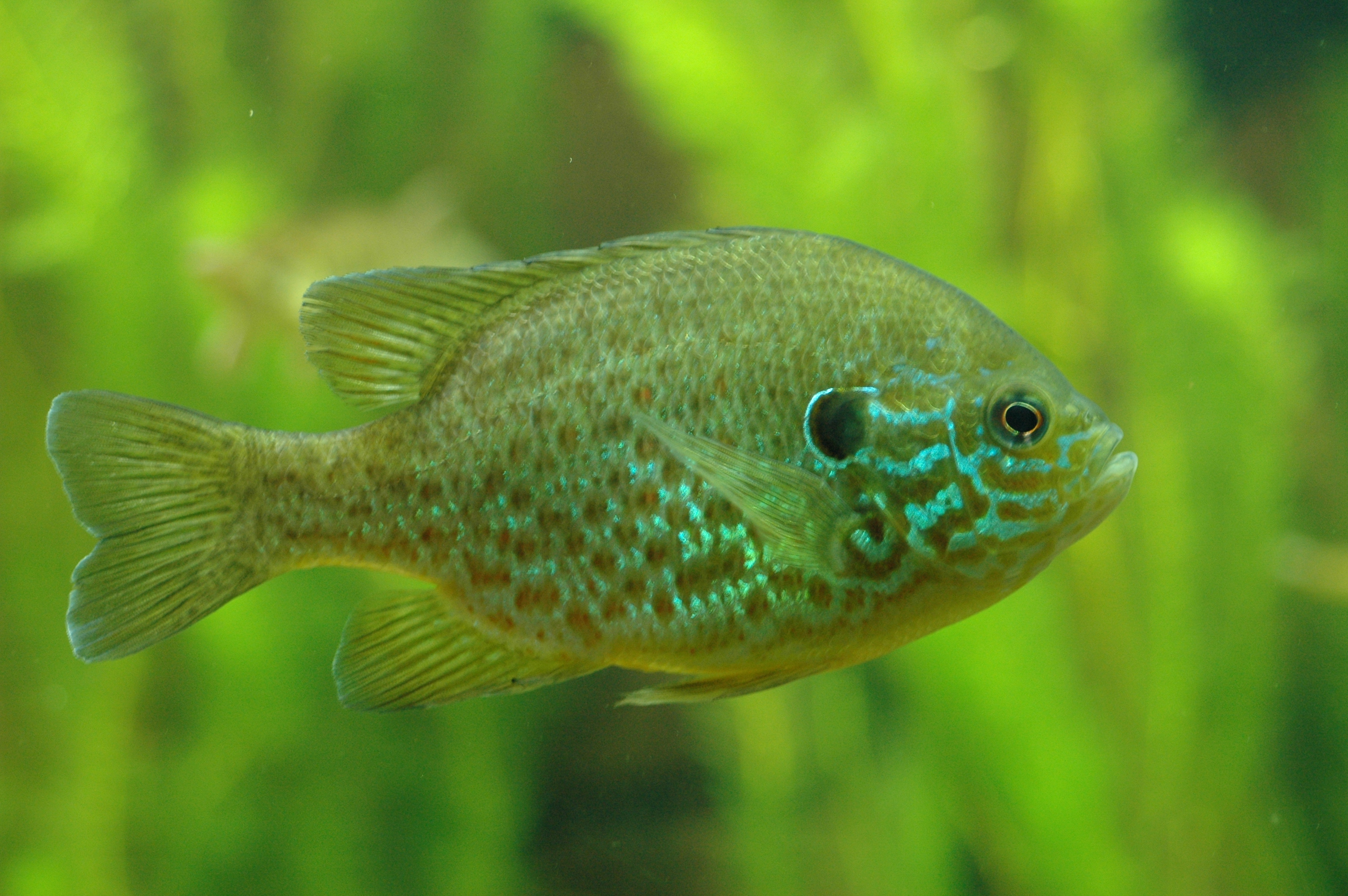
Lepomis gibbosus

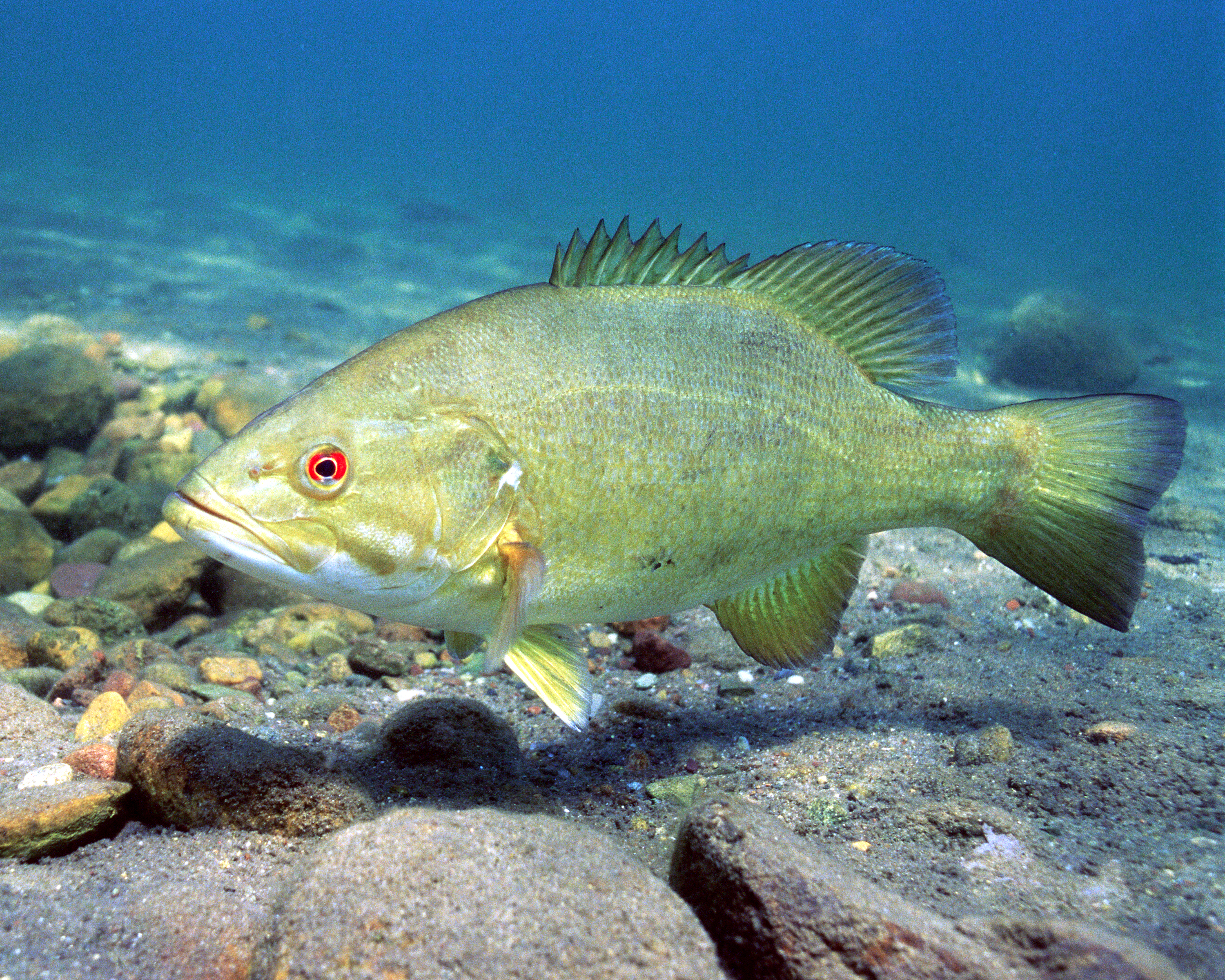
Micropterus dolomieu

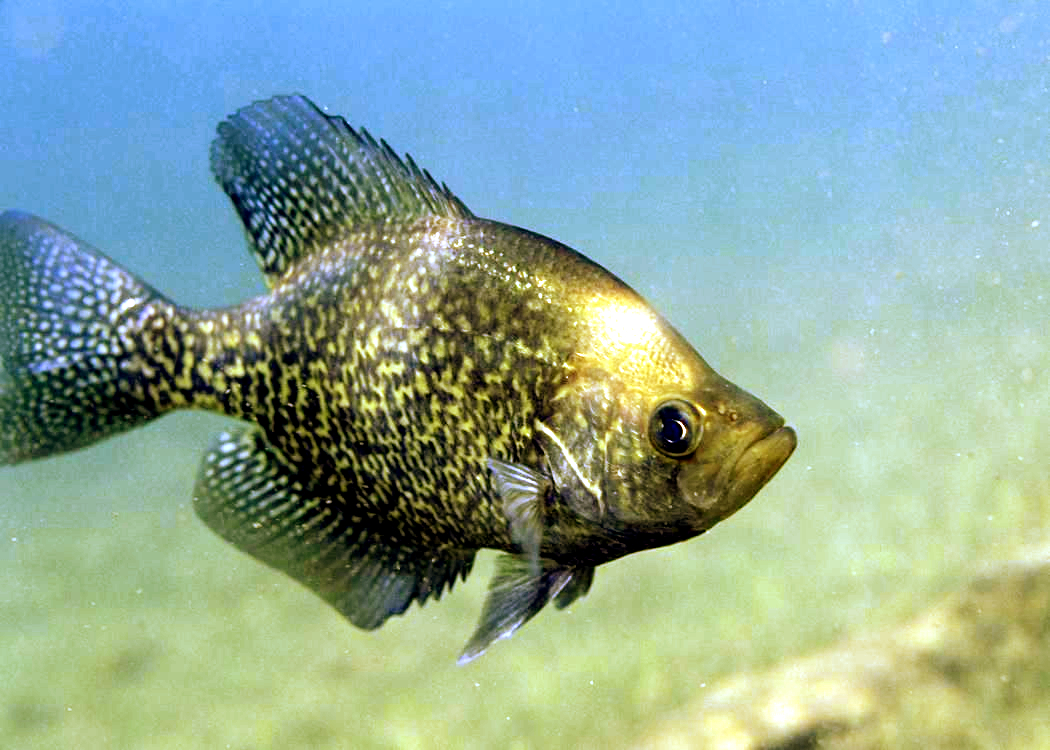
Pomoxis nigromaculatus

## Liste des genres et espèces
Selon FishBase :
- genre Acantharchus
  - Acantharchus pomotis (Baird, 1855)
- genre Ambloplites
  - Ambloplites ariommus Viosca, 1936
  - Ambloplites cavifrons Cope, 1868
  - Ambloplites constellatus Cashner & Suttkus, 1977
  - Ambloplites rupestris (Rafinesque, 1817)
- genre Archoplites
  - Archoplites interruptus (Girard, 1854)
- genre Centrarchus
  - Centrarchus macropterus (Lacepède, 1801)
- genre Enneacanthus
  - Enneacanthus chaetodon (Baird, 1855)
  - Enneacanthus gloriosus (Holbrook, 1855)
  - Enneacanthus obesus (Girard, 1854)
- genre Lepomis
  - Lepomis auritus (Linnaeus, 1758)
  - Lepomis cyanellus Rafinesque, 1819
  - Lepomis gibbosus (Linnaeus, 1758)
  - Lepomis gulosus (Cuvier, 1829)
  - Lepomis humilis (Girard, 1858)
  - Lepomis macrochirus Rafinesque, 1819
  - Lepomis marginatus (Holbrook, 1855)
  - Lepomis megalotis (Rafinesque, 1820)
  - Lepomis microlophus (Günther, 1859)
  - Lepomis miniatus (Jordan, 1877)
  - Lepomis punctatus (Valenciennes, 1831)
  - Lepomis symmetricus Forbes, 1883
- genre Micropterus
  - Micropterus cataractae Williams & Burgess, 1999
  - Micropterus coosae Hubbs & Bailey, 1940
  - Micropterus dolomieu Lacepède, 1802
  - Micropterus floridanus (Lesueur, 1822)
  - Micropterus notius Bailey & Hubbs, 1949
  - Micropterus punctulatus (Rafinesque, 1819)
  - Micropterus salmoides (Lacepède, 1802)
  - Micropterus treculii (Vaillant & Bocourt, 1874)
- genre Pomoxis
  - Pomoxis annularis Rafinesque, 1818
  - Pomoxis nigromaculatus (Lesueur, 1829)

## Liste des genres
Selon ITIS :
- genre Acantharchus Gill, 1864
- genre Ambloplites Rafinesque, 1820
- genre Archoplites Gill, 1861
- genre Centrarchus Cuvier, 1829
- genre Chaenobryttus Gill, 1864
- genre Enneacanthus Gill, 1864
- genre Lepomis Rafinesque, 1819
- genre Micropterus Lacepède, 1802
- genre Pomoxis Rafinesque, 1818

Selon WRMS :
- genre Acantharchus
- genre Ambloplites Rafinesque, 1820
- genre Archoplites
- genre Centrarchus
- genre Enneacanthus
- genre Lepomis Rafinesque, 1819
- genre Micropterus Lacepède, 1802
- genre Pomoxis